# Блайтон, Энид
Энид Мэри Блайтон (англ. Enid Mary Blyton; 11 августа 1897, Ист-Далидж — 28 ноября 1968, Хампстед) — британская писательница, работавшая в жанре детской и юношеской литературы. Она стала одной из наиболее успешных подростковых писательниц XX века.

## Ранние годы
Энид Блайтон родилась 11 августа 1897 года в Лондоне, улица Лордшип-Лейн (район Ист-Далидж), дом 354. Она была старшей дочерью в семье Томаса Кэри Блайтона (1870—1920), торговца ножевыми изделиями и его жены, Терезы Мэри, урождённой Харрисон (1874—1950), где помимо неё были ещё два младших сына, Хэнли (1899—1983) и Кэри (1902—1976), родившихся после того, как семья переехала в близлежащий пригород Бекенхем. С 1907 по 1915 год Блайтон обучалась в школе Св. Христофора в Бекенхеме. Ей одинаково хорошо удавалась как академическая работа, так и физическая активность. Не давалась лишь математика.

## Личная жизнь
С 1924 по 1942 год была замужем за майором Хью Александром Поллоком. В браке родились две дочери: Джиллиан (1931—2007) и Имоджен (род. 1935). В 1943 году Блайтон вышла замуж за хирурга Кеннета Даррелла Уотерса.

## Творчество
Она отметилась несколькими сериями книг, предназначенных для различных возрастных групп, с периодически повторяющимися главными героями. Эти книги имели огромный успех во многих частях света, было продано более 400 миллионов экземпляров. По одной из оценок, Блайтон четвёртая по популярности автор переводной литературы во всём мире. Так, согласно Указателю Переводов ЮНЕСКО (Index Translationum) к 2007 году было учтено более 3400 изданий переводов её книг; в этом отношении она уступает Шекспиру, но превосходит Ленина.
Одним из наиболее известных персонажей писательницы является Нодди, появляющийся в рассказах для маленьких детей, только учащихся читать. Однако наибольшей популярностью пользуются её романы, в которых дети попадали в захватывающие приключения и распутывали интригующие тайны практически без помощи взрослых. В этом жанре особенно популярны серии Великолепная пятёрка (состоит из 21 романа, 1942—1963; главные персонажи — четверо подростков и собака), Пять юных сыщиков и верный пёс (или Пятеро тайноискателей и собака, согласно другим переводам; состоит из 15 романов, 1943—1961, в которых пятеро детей непременно обходят местную полицию в расследовании запутанных происшествий), а также Тайная семёрка (15 романов, 1949—1963, семеро детей разгадывают различные тайны).
Книги Энид Блайтон — это приключенческая детская литература, иногда с элементами фэнтези, иногда с привлечением магии. Её книги были и до сих пор остаются чрезвычайно популярными в Великобритании и во многих других странах мира, в том числе и России. Произведения писательницы переведены на более чем 90 языков, включая такие, как китайский, нидерландский, финский, французский, немецкий, иврит, и многие другие.

## Критика
Об одной из книг Энид Блайтон Корней Чуковский писал (статья «Триллеры и чиллеры»):

…всех превзошла Энид Блайтон. В роли опытной сыщицы она вывела необыкновенно смышлёную восьмилетнюю девочку, которая своим интеллектом перещеголяла знаменитых сыщиков и регулярно оставляет в дураках профессионального полицейского Гуна. Книжка эта появилась в английском издательстве «Dragon» («Дракон»), которое печатает сыщицкие истории для малых детей от 6 до 8 лет («Синий Дракон») и от 8 до 12 лет («Красный дракон»).

Мальте Дарендорф писал: «Стремясь удовлетворить детскую фантазию о приключениях и детскую потребность в реальности, Энид Блайтон описывает отдельный детский мир, который находится в явном противоречии с миром трезвых взрослых, ориентированным на эгоистические интересы, но не помогает им научиться понимать общество взрослых и вмешиваться в него, изменяя его».

## Наиболее известные произведения
- The Adventure
- The Barney Mystery
- The Circus
- Великолепная пятёрка
- The Magic Faraway Tree
- The Malory Towers
- The Mary Mouse
- Пять юных сыщиков и верный пёс
- The Naughtiest Girl
- The Noddy
- The Amelia Jane
- The Secret Seven
- St. Clare’s
- The Wishing-Chair
- The Willow Farm

### Издания на русском языке
«Великолепная пятёрка»:
1. Тайна острова сокровищ (1942)
2. Тайна драгоценных камней (Новые приключения Великолепной пятёрки) (1943)
3. Тайна старого подземелья (Тайна старого корабля, Тайна старого чемоданчика) (1944)
4. Тайна вершины Контрабандистов (Тайна «Вершины Контрабандиста», Тайна туманных болот) (1945)
5. Тайна бродячего цирка (Тайна мрачного клоуна) (1946)
6. Тайна секретной лаборатории (Тайна стеклянной комнаты) (1947)
7. Тайна поезда-призрака (1948)
8. Тайна Совиного Холма (Тайна совиного гнезда) (1949)
9. Тайна рыжего похитителя (Тайна двух блокнотов) (1950)
10. Тайна мрачного озера (1951)
11. Тайна разрушенного замка (Тайна пожирателя огня) (1952)
12. Тайна прибрежных скал (Тайна берега скелетов) (1953)
13. Тайна цыганского табора (1954)
14. Тайна серебристого лимузина (Тайна девочки с пуделем) (1955)
15. Тайна запутанного следа (1956)
16. Тайна холма Билликок (1957)
17. Тайна светящейся горы (1958)
18. Тайна подземного коридора (1960)
19. Тайна подводной пещеры (Тайна морских разбойников) (1961)
20. Тайна золотых статуй (1962)
21. Тайна золотых часов (1963)

«Пятеро Тайноискателей и собака» («Пять юных сыщиков и их верный пёс»):
1. Тайна сгоревшего коттеджа (Тайна коттеджа, который сгорел) (1943)
2. Тайна пропавшей кошки (Тайна исчезнувшей кошки; Тайна кошки, которая исчезала) (1944)
3. Тайна секретной комнаты (Тайна заброшенного дома; Тайна комнаты, которую ото всех скрывали) (1945)
4. Тайна анонимных писем (Тайна опасных писем; Тайна угрожающих писем; Тайна подброшенных писем) (1946)
5. Тайна жемчужного ожерелья (Тайна пропавшего ожерелья; Тайна ожерелья, которое пропало) (1947)
6. Тайна зловещего дома (Тайна мерцающих огней; Тайна странного дома; Тайна лесного дома) (1948)
7. Тайна ограбления в театре (Тайна актёра-грабителя; Тайна кота, который выступал в пантомиме; Тайна кота из пантомимы) (1949)
8. Тайна вора-невидимки (Тайна вора, которого никто не видел) (1950)
9. Тайна исчезнувшего принца (Тайна похищенного принца; Тайна принца, который пропал) (1951)
10. Тайна красной перчатки (Тайна со дна реки; Тайна непонятного свёртка; Тайна странного свёртка) (1952)
11. Тайна украденной мебели (Тайна полуночного фургона; Тайна улицы Холли Лейн; Тайна коттеджа «Омела») (1953)
12. Тайна похищенной картины (Тайна украденной картины; Тайна коттеджа «Тейли Хо»; Тайна коттеджа «Талли-Хо»(1954)
13. Тайна человека со шрамом (Тайна пропавшего человека) (1956)
14. Тайна похищенных бриллиантов (Тайна загадочных посланий) (1957)
15. Тайна подземного хода (Тайна башни Банши; Тайна старинной башни; Тайна башни Банши-Тауерз; Тайна замка «Бенши-тауэрс») (1961)
16. Тайна пропавшего ожерелья (сборник, илл.)

«Секретная семёрка»:
1. Секретная семёрка (1949)
2. Приключения «Секретной семёрки» (1950)
3. Успех «Секретной семёрки» (1951)
4. «Секретная семёрка» идёт по следу (Тайна пустого дома) (1952)
5. Так держать, «Секретная семёрка»! (Тайна украденных псов) (1953)
6. Удачи, «Секретная семёрка»! (1954)
7. Полная победа «Секретной семёрки» (Тайна старой пещеры) (1955)
8. Трижды «Ура» «Секретной семёрке»! (Тайна каштановой рощи) (1956)
9. Тайны «Секретной семёрки» (1957)
10. Загадка для «Секретной семёрки» (Тайна пропавшей скрипки, Тайна огородного пугала) (1958)
11. «Секретная семёрка» устраивает фейерверк (1959)
12. Старая добрая «Секретная семёрка» (Тайна подзорной трубы) (1960)

«Четверо друзей и попугай Кики»:
1. Тайна мёртвого острова (1944)
2. Тайна орлиного гнезда (1946)
3. Тайна долины сокровищ (1947)
4. Тайна голубой лагуны (1948)
5. Тайна подземного королевства (1949)
6. Тайна старой крепости (1952)
7. Тайна подземной реки (1955)

«Барни»:
1. Загадка пропавшего ручья (1949)
2. Загадка ярмарки чудес (1950)
3. Загадка старой колокольни (1951)
4. Загадка магических чисел (1951)
5. Загадка ожившего снеговика (1952)
6. Загадка морской пещеры (1959)

«Таинственные истории»:
1. Тайна необитаемого острова (1938)
2. Секрет остроконечных отверстий (1940)
3. Тайная гора (1941)
4. Секрет Кллимуина (1943)

«Истории Волшебного дерева»:
1. Заколдованный лес (1939)
2. Приключения в Заоблачной стране (1943)
3. Путешествие в подземное царство (1946)
4. Наверх за чудесами (1951)

Остальное:
- Жёлтая книга фей (1936)
- Знаменитый утёнок Тим (по мотивам этой книги был также снято два одноимённых мультфильма (1972 г. — Лентелефильм, 1973 г. — ТО «Экран»)[9], а также мультфильм «Утёнок Тим» (Киевнаучфильм, 1970 г.)
- Маленький сахарный дом (1993)
- Приключения Нодди (1991)
- Приключения Нодди (1993)
- Приключения Нодди в Игрушечном городе (2013)
- Рубиновая книга гоблинов
- Сказки страны фей
- Сказки страны эльфов
- Приключения волшебного кресла